# Lasiini
Lasiini es una tribu de hormigas perteneciente a la subfamilia Formicinae. Se distribuyen por casi todo el mundo, excepto zonas polares.

## Géneros
Se reconocen los siguientes:
- Cladomyrma Wheeler, 1920
- Euprenolepis Emery, 1906
- †Glaphyromyrmex Wheeler, 1915
- Lasius Fabricius, 1804
- Myrmecocystus Wesmael, 1838
- Nylanderia Emery, 1906
- Paraparatrechina Donisthorpe, 1947
- Paratrechina Motschoulsky, 1863
- Prenolepis Mayr, 1861
- Pseudolasius Emery, 1887
- Zatania LaPolla, Kallal & Brady, 2012